# NGC 7284
NGC 7284 ist eine linsenförmige Galaxie vom Hubble-Typ SB0 und liegt im Sternbild Wassermann auf der Ekliptik. Sie ist schätzungsweise 212 Millionen Lichtjahre von der Milchstraße entfernt und hat einen Durchmesser von etwa 140.000 Lichtjahren. Gemeinsam mit NGC 7285 bildet sie das Galaxienpaar Arp 93.
Halton Arp gliederte seinen Katalog ungewöhnlicher Galaxien nach rein morphologischen Kriterien in Gruppen. Diese Galaxie gehört zu der Klasse Spiralgalaxien mit einem elliptischen Begleiter auf einem Arm (Arp-Katalog).
Das Objekt wurde im 26. Oktober 1785 von Wilhelm Herschel entdeckt.